# Rainfreville

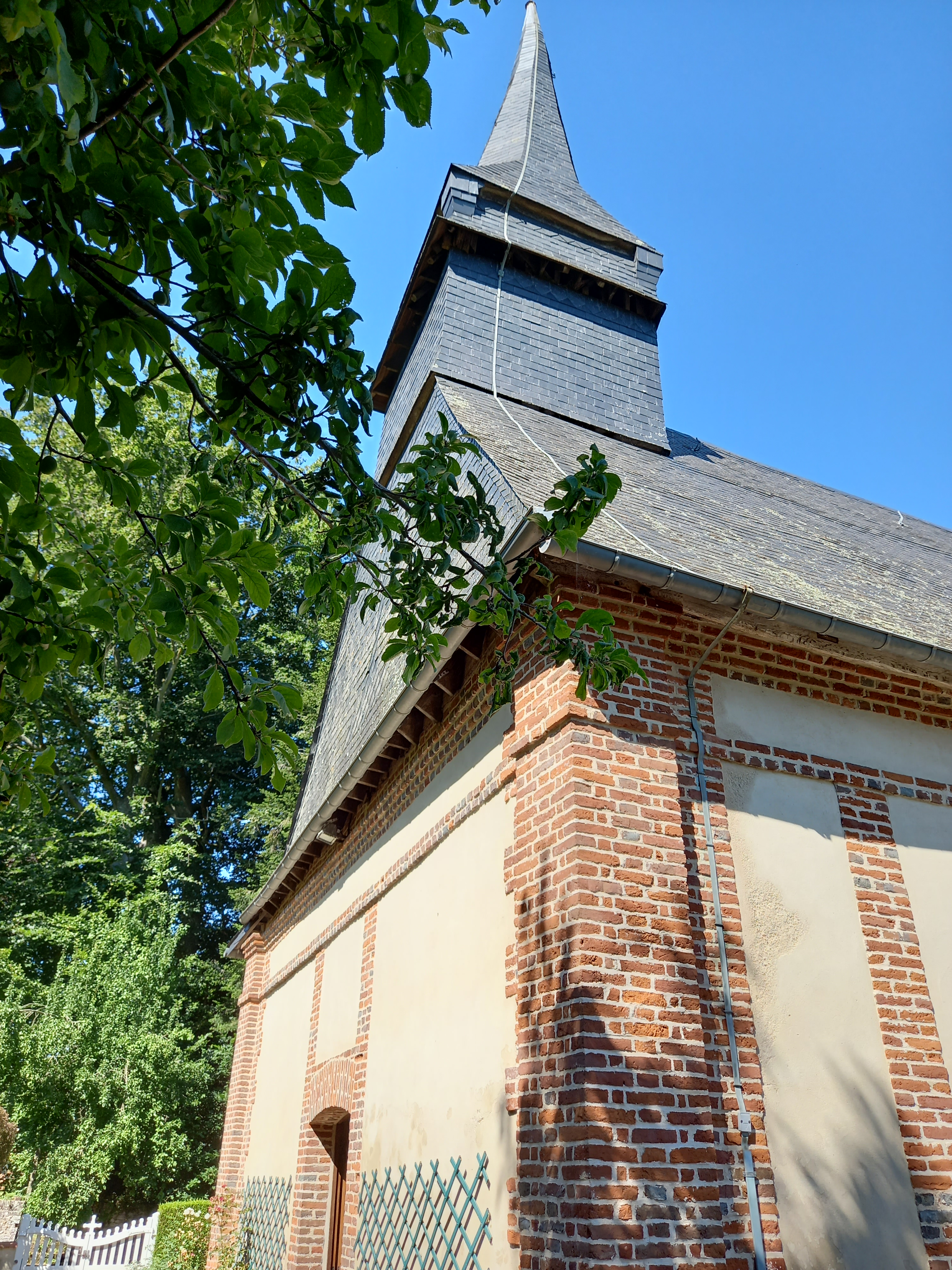
Igreja de Rainfreville

Rainfreville é uma comuna francesa na região administrativa da Normandia, no departamento de Sena Marítimo. Estende-se por uma área de 2,56 km². Em 2010 a comuna tinha 75 habitantes (densidade: 29,3 hab./km²).